# Cryptocarya aurea
Cryptocarya aurea là loài thực vật có hoa trong họ Nguyệt quế. Loài này được (Kosterm.) Kosterm. miêu tả khoa học đầu tiên năm 1968.